# Liste der Monuments historiques in Bislée
Die Liste der Monuments historiques in Bislée führt die Monuments historiques in der französischen Gemeinde Bislée auf.

## Liste der Objekte
| Bezeichnung                           | Beschreibung                          | Standort                       | Kennzeichnung | Schutzstatus | Datum | Bild |
| ------------------------------------- | ------------------------------------- | ------------------------------ | ------------- | ------------ | ----- | ---- |
| Erinnerungstafel an eine Messstiftung | Stein, bezeichnet 1742                | in der Kirche St-Privat (Lage) | PM55001598    | Inscrit      | 1991  |      |
| Kelch                                 | Silber, 18. Jahrhundert               | in der Kirche St-Privat (Lage) | PM55000933    | Classé       | 1993  |      |
| Skulptur Unterweisung Mariens         | Holz, farbig gefasst, 17. Jahrhundert | in der Kirche St-Privat (Lage) | PM55001597    | Inscrit      | 1991  |      |